# بان (نرم‌افزار)
Bun یک سیستم زمان اجرا جاوااسکریپت، مدیر بسته، ابزار تست و باندلر است که از ابتدا با استفاده از زبان برنامه‌نویسی زیگ توسعه یافته است. این ابزار توسط جرد سامنر طراحی شده و به عنوان جایگزینی برای نود. جی‌اس معرفی شده است. برخلاف نود. جی‌اس و دینو که از موتور وی۸ استفاده می‌کنند، Bun از موتور JavaScriptCore وب‌کیت بهره می‌برد که به دلیل بهینه‌سازی‌های بالا و عملکرد مناسب در مرورگرهای اپل شناخته شده است.

## ویژگی‌های کلیدی
- سرعت بالا: Bun با هدف افزایش سرعت در فرآیندهای توسعه وب مدرن طراحی شده است. این ابزار امکان توسعه، تست، اجرا و باندل کردن پروژه‌های جاوااسکریپت و تایپ‌اسکریپت را با کارایی بالا فراهم می‌کند.[۲]
- مدیر بسته سریع: Bun دارای یک مدیر بسته سازگار با نود. جی‌اس است که به عنوان جایگزینی سریع‌تر برای npm, yarn و pnpm عمل می‌کند. این مدیر بسته می‌تواند در پروژه‌های موجود نود. جی‌اس مورد استفاده قرار گیرد و سرعت نصب بسته‌ها را تا ۲۵ برابر افزایش دهد.[۳]
- باندلر و ترنسپایلر داخلی: Bun دارای باندلر و ترنسپایلر داخلی است که فرایند ترجمه و ترکیب فایل‌های جاوااسکریپت و تایپ‌اسکریپت را بهینه می‌کند. این ویژگی باعث کاهش وابستگی به ابزارهای خارجی و افزایش کارایی در توسعه می‌شود.[۴]
- محیط تست داخلی: این ویژگی امکان اجرای آسان تست‌ها و بهبود تجربه توسعه‌دهندگان را فراهم می‌کند.[۵]
- پشتیبانی از ویژگی‌های مدرن: Bun از جدیدترین ویژگی‌های جاوااسکریپت و تایپ‌اسکریپت پشتیبانی می‌کند و امکان توسعه پروژه‌های مدرن را فراهم می‌سازد.

## تاریخچه توسعه
Bun در سپتامبر ۲۰۲۱ توسط جرد سامنر منتشر شد. این ابزار به عنوان یک جایگزین سریع و چندمنظوره برای ابزارهای موجود در اکوسیستم جاوااسکریپت طراحی شد. هدف اصلی توسعه این ابزار، ساده‌سازی فرآیندهای پیچیده در توسعه وب و کاهش وابستگی به ابزارهای مختلفی مانند Webpack, Babel و Jest بود. Bun همچنین به‌خاطر استفاده از زیگ، زبانی مدرن که به بهره‌وری و سرعت بالا شهرت دارد، برجسته است.

## کاربردها
- توسعه وب: Bun ابزارهایی یکپارچه برای ساخت، باندلینگ و اجرای پروژه‌های جاوااسکریپت ارائه می‌دهد.
- توسعه سریع: Bun با کاهش زمان نصب و تست، فرایند توسعه را تسریع می‌کند.
- مدیریت پروژه: با استفاده از مدیر بسته Bun، می‌توان وابستگی‌های پروژه را به سادگی مدیریت کرد.
- پشتیبانی از محیط‌های چندسکویی: Bun به‌صورت بومی بر روی سیستم‌عامل‌های لینوکس، مک‌اواس و ویندوز اجرا می‌شود.

## مزایا
- کاهش زمان نصب بسته‌ها و اجرای پروژه‌ها
- جایگزینی چندین ابزار مختلف با یک ابزار یکپارچه
- سازگاری کامل با پروژه‌های نود. جی‌اس

## چالش‌ها و محدودیت‌ها
- عدم تطبیق با برخی کتابخانه‌های خاص نود. جی‌اس
- توسعه مداوم: برخی از ویژگی‌های Bun همچنان در حال بهبود و توسعه هستند.